# „Калева“ (самолет)
„Калева“ е граждански пътнически самолет „Юнкерс Ju 52“ на финландския превозвач „Аеро O/Y“. На 14 юни 1940 г., докато летателният апарат обслужва международния маршрут от летище „Юлемисте“, Талин, Естония, до летище „Хелзинки – Малми“, Хелзинки, Финландия, обозначен като полет 1631, е свален над Финския залив от два бойни самолета на съветската армия близо до естонския остров Кери. Самолетът се разбива във водата и умират всички 7 пътници и 2 членове на екипажа на борда.
По време на инцидента Финландия не е във война със Съветския съюз. Атаката се случва на фона на съветските приготовления за пълномащабно нахлуване и окупация на Естония на 16 – 17 юни 1940 г., само два дни след инцидента с „Калева“. Съветската инвазия е предшествана няколко дни от съветска въздушна и морска блокада, която включва предотвратяване на изпращането на дипломатическа поща в чужбина от Естония.
В мемоарите си „Над три морета“ (1988) генерал-лейтенант Пьотр Хохлов описва участието си в инцидента. Той твърди, че екипажът на пътническия самолет не се подчинява на подадените знаци, че лети в грешна посока и не реагира на предупредителните изстрели, като дори увеличава своята скорост. Пьотр Хохлов пише, че вижда през прозорците как пътниците го заплашват с пистолети и добавя: „...В части от фюзелажа, издигнати от дъното на залива, бяха открити не само много материални ценности, но и много документи с държавна тайна... Разбрахме защо екипажът на Ju-52 отказа да се съобрази с искането да се върне на летището: трябваше да отговарят за шпионаж...“.
Останките на самолета са открити на 5 юни 2024 г. от естонски безпилотни подводни апарати близо до фара Кери в естонските териториални води и се намират на дълбочина от 71 до 76 метра.